# Gustave Hansotte
Pour les articles homonymes, voir Hansotte.
Gustave Hansotte, né le 25 mai 1827 à Paris et mort le 22 mars 1886 à Vilvorde (Belgique), est un architecte belge du XIXe siècle représentatif de l'architecture néoclassique et de l'architecture éclectique en Belgique.

## Biographie

### Formation et œuvres
Gustave-Marie Hansotte est né à Paris en 1827. À l'âge de 20 ans, pendant cinq ans (1847-1852), il étudie à l'École nationale supérieure des beaux-arts de Paris où il est formé par l'architecte Louis-Hippolyte Lebas (° 1782 † 1867). Hansotte s'est ensuite installé en Belgique et a rejoint le gouvernement provincial du Brabant. À partir de 1869, il y occupa le poste d'architecte en chef. Son œuvre était principalement caractérisée par des travaux publics tels que des églises, des écoles et des presbytères,,.

### Famille
Gustave Hansotte était marié à Bernardine Lapierre.

### Fonctions
En plus de son emploi au gouvernement provincial, Hansotte exerçait les activités suivantes :
- Échevin de la commune de Schaerbeek[1],
- Membre correspondant de la Commission royale des monuments[4].

### Décès
Gustave Hansotte est décédé relativement jeune et de manière inattendue à l'âge de 58 ans. Les funérailles ont eu lieu le 25 mars 1886 à l'église royale Sainte-Marie de Schaerbeek; dont il avait achevé le dôme peu de temps auparavant. Il est  enterré au cimetière de Laeken, pelouse16 (route 1).

## Réalisations

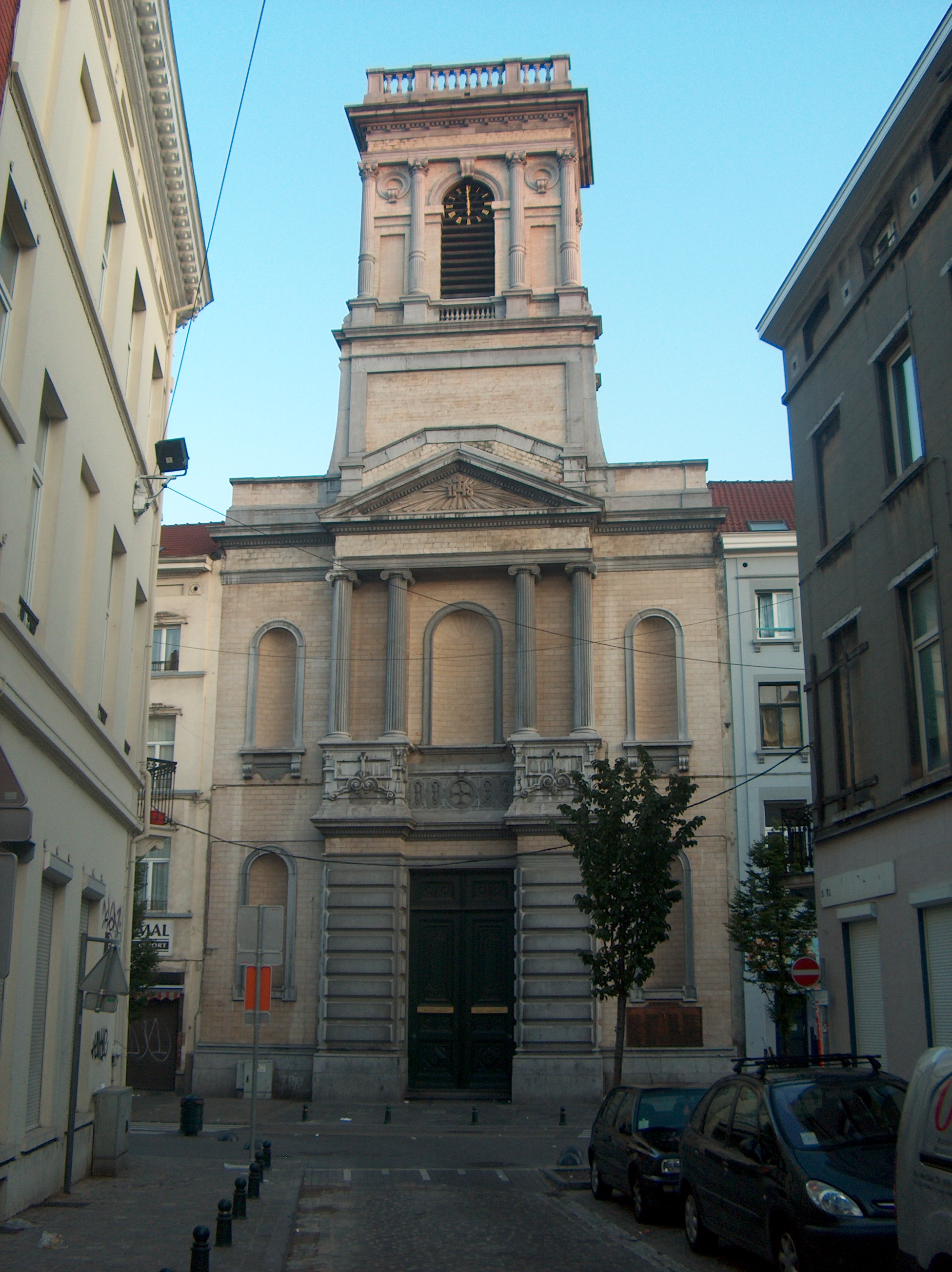
Église Saints-Jean-et-Nicolas

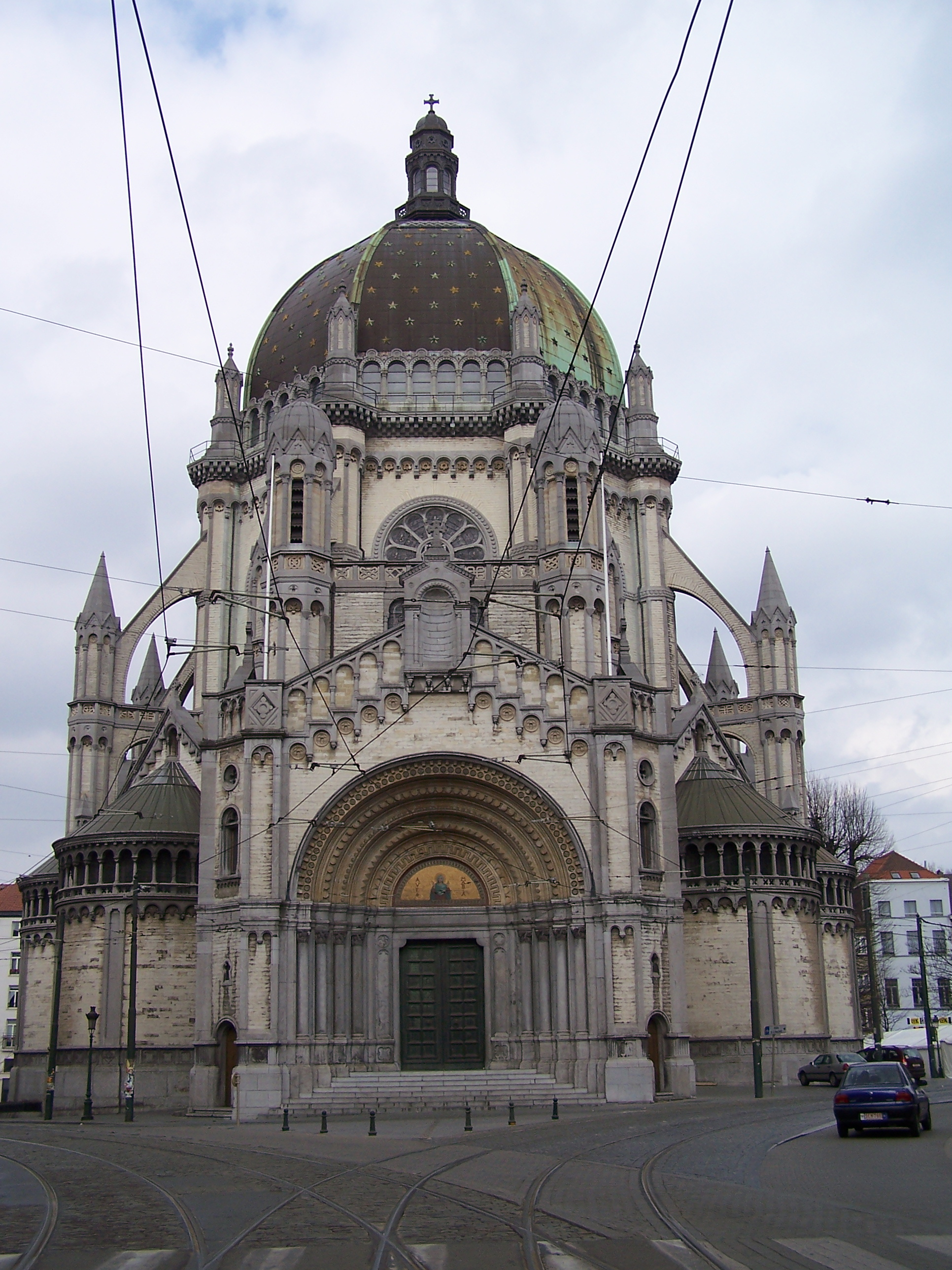
Église royale Sainte-Marie

### Réalisations de style néoclassique
- 1847 : Église Saints-Jean-et-Nicolas, rue de Brabant à Saint-Josse-ten-Noode (architectes J.P.J. Peeters et Gustave Hansotte)
- 1873 : Clinique Antoine Depage, avenue Henri Jaspar 101 à Saint-Gilles[6]
- 1883 : L'église du Saint-Sacrement, chaussée de Wavre, à Ixelles
- 1884 : ancien Gouvernement Provincial du Brabant, rue du chêne 18-22 à Bruxelles[7]

aile gauche et trois niveaux de l'aile centrale : G.Hansotte 1884
aile droite et niveau supérieur de l'aile centrale : G.Hano 1907

### Réalisations de style éclectique
- 1849-1953 : Église royale Sainte-Marie, place de la Reine à Schaerbeek

style néoroman (dit roman-byzantin)
édifiée par Louis van Overstraeten de 1845 à sa mort en 1849
terminée par Gustave Hansotte de 1849 à 1853
- 1865 : Halles de Schaerbeek[9]

incendiées en 1898 et réédifiées en 1901 suivant le modèle initial, par le constructeur Bertaux
- 1875 : ancienne école communale no 1 d'Etterbeek, rue Fétis 29-31[10]

éclectisme à tendance néoclassique
- 1881 : Ancienne caserne de gendarmerie de Laeken[11], rue Stéphanie 87 à Laeken.
- 1882 : Oratoire de la Maison des Sœurs du Bon Secours, rue Musin 1, Saint-Josse-ten-Noode[12]

néogothique

### Réalisations de style indéterminé
- 1863: Hôtel de maître, rue Royale 284[13]

démoli et remplacé par l'immeuble de bureaux de la "Rotterdamsche Verzekering Societeiten" (style moderniste, 1936)